# Nitrianske Sučany
Nitrianske Sučany (hongrois : Nyitraszucsány) est un village de Slovaquie situé dans la région de Trenčín.

## Histoire
La première mention écrite du village date de 1249.

## Démographie

### Évolution de la population
| Année:               | 1994. | 2004.   | 2014.   | 2024.   |
| -------------------- | ----- | ------- | ------- | ------- |
| Nombre de personnes: | 1190  | 1259    | 1215    | 1202    |
| Différence:          |       | +5,79 % | -3,49 % | -1,06 % |

| Année:               | 2023. | 2024.   |
| -------------------- | ----- | ------- |
| Nombre de personnes: | 1200  | 1202    |
| Différence:          |       | +0,16 % |